# أولترا ستريت فايتر II: ذا فاينل شالينجرز
اولترا ستريت فايتر II: ذا فاينل شالينجرز (بالإنجليزية: Ultra Street Fighter II: The Final Challengers)‏ هي لعبة كومبيوتر ستنزل في 26 مايو 2017، وتعمل حصرًا لنظام تشغيل الكومبيوتر نينتندو سويتش، طورتها شركة نينتندو أستراليا، ونشرتها شركة كابكوم اليابانية.

## المواقع الخارجية
- الموقع الرسمي
 (اليابانية)